# Saint-François-de-la-Rivière-du-Sud
Saint-François-de-la-Rivière-du-Sud es un municipio canadiense situado en la provincia de Quebec.

## Superficie
Saint-François-de-la-Rivière-du-Sud tiene una superficie de 96,35 km².

## Demografía
En 2021, tenía 1580 habitantes, una densidad poblacional de 16,4 hab./km², y 692 viviendas.